# Dashboard Confessional
Dashboard Confessional (рус. Исповедальный щиток) — американская эмо-рок группа, основанная в городе Бока-Ратон, штат Флорида вокалистом и гитаристом Крисом Каррабба в 1998 году. Основой музыкального материала Dashboard служат мелодичные партии на акустической и электро-гитаре, а тексты песен наполнены глубоким лирическим смыслом. Творчество коллектива представляет собой смесь таких жанров как эмо и инди-рок. В начале 2000-х группа оказала огромное влияние на западную эмо-сцену.

## История
История Dashboard Confessional началась, когда Крис Каррабба, ещё будучи вокалистом группы Further Seems Forever, решил создать сольный проект и давать свои акустические концерты. Это начало приносить успех, и Крис покинул Further Seems Forever, чтобы полностью сконцентрироваться на собственном проекте — Dashboard Confessional (название происходит из ранней песни Криса — «The Sharp Hint of New Tears», где есть строки «On the way home, this car hears my confessions.»). Затем к Кристоферу присоединились ещё несколько участников: Майк Марш (ударные), Джон Лефлер (гитара, бэк-вокал) и Скотт Сконбек (бас), так и сформировалась полноценная группа. В 2004 году сингл «Vindicated» был использован как саундтрек к фильму Человек-паук 2.

## Стиль и влияние
Группа играет в жанре эмо-рок с элементами инди-рока и акустического рока. На музыку Dashboard Confessional повлияли такие исполнители, как Jawbreaker, Jawbox, The Beatles, Refused, Nirvana, Брюс Спрингстин, Стиви Уандер, Minor Threat, The Beach Boys, The Descendents, Embrace, Sunny Day Real Estate, Rites of Spring, Weezer и Fugazi.

## Студийные альбомы
- The Swiss Army Romance (2000)
- The Places You Have Come to Fear the Most (2001)
- A Mark, a Mission, a Brand, a Scar (2003)
- Dusk and Summer (2006)
- The Shade of Poison Trees (2007)
- Alter the Ending (2009)
- Crooked Shadows (2018)

## Список литературы
1. Ambrose, Anthony. «inTuneMusicOnline: Dashboard Confessional / River City Extension / Cory Branan / John Lefler @ NYC 12/7/2010»
2. Wilcha, Kristin (6 September 2002). «SuperMega/Palomar and FM Rocks Top MTV Awards». SHOOTonline.com.
3. Carrabba talks new LP. MTV.com. Retrieved on July 9, 2009.
4. «Dashboard Confessional — „Screaming Infidelities“». MTV. 5 February 2002.
5. «Dashboard Confessional — „Screaming Infidelities“». Vimeo. 10 October 2010.
6. Dashboard Confessional — Vindicated on YouTube
7. «Dashboard Confessional — Dusk and Summer: Deluxe Edition». Discogs.
8. Dashboard Confessional influences — Inflooenz
9. «Dashboard Confessional Grows Up, and Emo Gets Its Own Generation Gap». New York Times. June 22, 2006.